# Barbus owenae
Barbus owenae är en fiskart som beskrevs av Ricardo-bertram, 1943. Barbus owenae ingår i släktet Barbus och familjen karpfiskar. IUCN kategoriserar arten globalt som otillräckligt studerad. Inga underarter finns listade.